# Barbara Geiser
Barbara Geiser (* 20. April 1948 in Langenthal) ist eine Schweizer Politikerin (SP).

## Leben
Barbara Geiser war zwischen 1989 und 1998 im Stadtrat (Legislative) der Stadt Bern, 1998 wurde sie in den Grossen Rat des Kantons Bern gewählt. Im gleichen Jahr rückte sie für die zurücktretende Ursula Bäumlin in den Nationalrat nach, wurde bei den Wahlen 1999 aber nicht wieder gewählt. Von 2002 bis 2008 war sie Mitglied der Geschäftsleitung der SP Schweiz. 2008 nahm sie Einsitz im Vorstand des Schweizerischen Arbeiterhilfswerks, seit 2011 ist sie dessen Co-Präsidentin.

## Publikationen
- Barbara Geiser: «In Bern leben 54 Prozent Frauen», sagt die «Mutter» der Frauenquote. In: Berner Zeitung BZ. Ausgabe Stadt und Region Bern, Nr. 149, Samstag, 29. Juni 1991, Seite 22.
- Elsbeth Hobmeier (Interview), Barbara Geiser: Wird bald ein Quotenschutz für Männer nötig? In: Berner Zeitung BZ. Ausgabe Stadt und Region Bern, Nr. 288, Dienstag, 8. Dezember 1992, Seite 25.
- Daniel Vonlanthen, Neu kandidierende Bernerin: Barbara Geiser (sp). Gerechte Verteilung der Arbeit: Eine Frage der Gleichstellung. In: Der Bund 146. Jg., Nr. 161, Donnerstag, 13. Juli 1995, Seite 21.